# Croton carpostellatus
Croton carpostellatus es una especie de planta que pertenece a la familia Euphorbiaceae, el género Croton L. es muy diverso. En la clasificación infragenerica de Webster (1993) se reconocen 40 secciones, la sección Eluteria Grisebach es una sección endémica del continente Americano. Presenta 12 especies, 10 de las cuales se encuentran en la República Mexicana. En un recorrido de colecta por el estado de Chiapas se detectaron ejemplares pertenecientes a Croton sección  Eluteria, que al ser examinados se llegó a la conclusión que presentan una combinación de caracteres diferente a la de especies conocidas hasta el momento, así que se propone como una especie nueva para la ciencia.

## Clasificación y descripción
Es un árbol monoico de aproximadamente 6 m de alto con un diámetro de hasta 10 cm. La corteza es lisa color paja o ligeramente amarillenta con manchas blanquecinas por hongo, es delgada con exudado poco abundante. La madera es ligeramente dura de color amarillenta, al oxidarse se torna color anaranjado. Tiene hojas simples alternas, dispuestas en espiral, la lámina es de 11 a 26 × 4 a 10.8 cm, ovado-lanceoladas a lanceoladas; ápice largo-acuminado, margen entero, base estrechamente cordada, haz glabrescente, envés densamente lepidoto; 3 a 5 nervios en la base; nervadura pinnada, 9 a 10 pares de nervios laterales; pecíolo 2.2 a 6 cm de largo, lepidoto; estípulas de 1 a 1.5 mm, subuladas, caducas. Las flores se presentan en inflorescencias axilares de 2.5 a 4 cm de largo; brácteas de 1.4 mm; bractéolas 0.5 a 1 mm, linear-subuladas, haz glabro, envés pubescente, margen ciliado, son estaminadas (flores femeninas) pediceladas; pedicelo 1 a 6 mm; sépalos 1.5 a 2 mm, lanceolados, unidos solo a la base, cara adaxial glabra, el envés lepidota, margen ciliado; pétalos ca. 2 × 0.7 mm, oblongos, el haz y envés glabros, margen ciliado; glándulas impresas presentes; estambres (8) 9 a 10, filamentos glabros; antera cordiforme, conectivo glandular. Flores pistilada (flores masculinas) pedicelada; pedicelo 3 a 4 mm; sépalos ca. 2.8 × 1.5 mm, lanceolados, cara adaxial glabrescente, cara abaxial lepidota; pétalos oblongos de ca. 3 × 1 mm, cara abaxial glabrescente, cara adaxial con pelos cortos, margen ciliado; ovario esférico, estrellado-tomentoso, estilos 3 (4) veces bifurcados, con tricomas muy escasos, unidos solo en una tercera parte de su longitud. Los frutos son cápsula de 10 mm diámetro, esférica, cubierta de tricomas estrellados, tomentosa; semillas ca. 6.5 × 4 mm, elipsoides, marrones, lisas; carúncula pequeña, amarilla.

## Distribución y hábitat
Especie recientemente descrita, se registró para Chiapas en la Depresión Central. Forma parte de selvas mediana y selva baja perennifolio y subperennifolia. Es una especie abundante en sitios con precipitación media anual de 3000 a 3500 mm y una temperatura media anual de 24 °C a 26 °C.

## Usos
La madera se utiliza para leña.